# Jean-François Turinaz
Jean-François Turinaz, né le 6 avril 1786 au Châtelard, en Savoie et mort le 28 octobre 1869, fut un homme d'Église, évêque de Tarentaise de 1838 de 1867.

## Biographie

### Origines
Jean-François-Marcellin Turinaz naît le 6 avril 1786 au Châtelard. Il est issu d'une famille d'officiers, originaires des Bauges. Son père est Jean Turinaz, avocat au Sénat de Savoie, l'un des derniers châtelains des Hautes-Bauges et notaire, et Anne Marie Thonin.

### Carrière
Après un service dans la cavalerie de l'armée impériale, il entre au séminaire. Il est le supérieur du Grand séminaire de Chambéry et il occupe la fonction de vicaire général pour l'archevêque de Chambéry, Antoine Martinet.
Désigné le 22 novembre 1837, sa désignation est confirmée le 12 février 1838. Il est ordonné évêque de Tarentaise le 6 mai 1838.
Il est en place lors de l'Annexion de la Savoie à la France en 1860.
La même année, le 29 août 1860, il est fait Chevalier de l'ordre de la Légion d'honneur, en qualité d'évêque de Tarentaise,. Il est décoré le même jour que François Gros, qui le remplacera comme évêque. Il est par ailleurs chanoine de Saint-Denis.
Morand indique que « devant sa santé ébranlée et par scrupule de conscience de ne pouvoir remplir suffisamment ses hautes fonctions », il demande à ce qu'il soit relevé de sa charge le 22 septembre 1866,.
Il se retire à Saint-Genix-sur-Guiers, auprès de son frère, Théophile, père du futur évêque Charles-François Turinaz. Il meurt à Saint-Genix, le 28 octobre 1869.

## Armoiries
Les armes de Jean-François Turinaz se blasonnent ainsi : Coupé d'argent et d'azur à la croix de gueules entourée d'une vigne de sinople. — Alias : d'argent à la croix latine enlacée d'une vigne sur un tertre au chef d'azur.